# Antonowytsch-Preis
Antonowytsch-Preis (englisch Antonovych prize, ukrainisch Премія фундації Антоновичів) ist ein jährlich von der Omelan und Tetiana Antonovych Stiftung (Antonovych Foundation Omelan & Tatiana) verliehener Preis für literarische Werke in ukrainischer Sprache und ukrainische Studien.

## Preisträger

### 1981
- Wassyl Barka[1]

### 1982
- Wassyl Stus
- Orest Subtelnyj[2]

### 1983
- Emma Andijewska
- Linda Gordon[3]

### 1984
- Jurij Kolomyjez
- Mahdalyna Laslo-Kuzjuk

### 1985
- Jurij Lawrinenko
- Dewid Sonders

### 1986
- Natalja Liwyzka-Cholodna
- Bohdan Krawtschenko

### 1987
- Leonid Pljuschtsch
- Robert Conquest

### 1988
- Hryhorij Kostjuk
- George Shevelov
- Iwan-Pawlo Chymka

### 1989
- Lina Kostenko[4]
- Marta Bohatschewska-Chomjak

### 1990
- Walerij Schewtschuk[5]
- Iwan Dsjuba

### 1991
- Iwan Dratsch
- Zbigniew Brzeziński
- Bohdan Hawrylyshyn

### 1992
- Wolodymyr Drosd
- Mychajlo Brajtschewskyj
- Zeitung Literarische Ukraine

### 1993
- Mykola Winhranowskyj
- Jaroslaw Daschkewytsch
- Mykola Schulynskyj

### 1994
- Jewhen Huzalo
- Olena Apanowytsch

### 1995
- Roman Fedoriw
- Wjatscheslaw Brjuchowezkyj
- Mychajlyna Kozjubynska

### 1996
- Jurij Muschketyk
- Hryhorij Lohwyn[6]
- Bohdan-Rostyslaw Bozjurkiw

### 1997
- Ihor Kalynez
- Dmytro Stepowyk

### 1998
- Jurij Luzkyj[7]
- Juri Jakowlewitsch Barabasch

### 1999
- Ihor Iwanowytsch Schewtschenko

### 2000
- Jurij Badsjo

### 2001
- Roman Schporljuk
- Michael Hamm[8]
- Jurij Andruchowytsch

### 2002
- Jaroslaw Issajewytsch
- Hryhorij Hussejnow
- Jurij Schapowal

### 2003
- Roman Iwanytschuk
- Mykola Rjabtschuk[9]

### 2004
- Dmytro Pawlytschko
- Andrij Sodomora

### 2005
Preis wurde nicht vergeben

### 2006
- Boris Andrij Gudziak

### 2007
- Jaroslaw Hrytsak[10][11]

### 2008
- Andrij Dschul
- Hryhorij Hrabowytsch

### 2009
- Oksana Sabuschko[12]
- Ljubomyr-Roman Wynar

### 2010
- Bohumila Berdychowska
- Ola Hnatiuk

### 2011
- Stanislaw Kultschyzkyj
- Andrea Graziosi

### 2012
- Frank Sysyn
- Senon Kohut[13]

### 2013
- Leonid Finberh[14]

### 2014
- Timothy Snyder

### 2015
- Serhii Plokhy

### 2016
- Bohdan Prach[15]

### 2017
- Anne Applebaum[16]

### 2018
- Jurij Schtscherbak

### 2019
- Alexander J. Motyl

### 2020
- Zeitung Svoboda[17]